# Pyrrocoma
Pyrrocoma es un género de plantas fanerógamas perteneciente a la familia de las asteráceas.  Comprende 93 especies descritas y solo 15 aceptadas.
Anteriormente se consideraban miembros del género Haplopappus y han sido separadas a su propio género. Son plantas perennes, con tallos de color rojizo y amarillo con flores como margaritas. Son nativas de América del Norte occidental.

## Taxonomía
El género fue descrito por William Jackson Hooker y publicado en Flora Boreali-Americana 1(6): 306–307, pl. 107. 1833.

## Especies seleccionadas
A continuación se brinda un listado de las especies del género Pyrrocoma aceptadas hasta junio de 2012, ordenadas alfabéticamente. Para cada una se indica el nombre binomial seguido del autor, abreviado según las convenciones y usos.
- Pyrrocoma apargioides (A.Gray) Greene
- Pyrrocoma carthamoides Hook.
- Pyrrocoma clementis Rydb.
- Pyrrocoma crocea (A.Gray) Greene
- Pyrrocoma hirta (A.Gray) Greene
- Pyrrocoma insecticruris (L.F.Hend.) A.Heller
- Pyrrocoma integrifolia (Porter ex A.Gray) Greene
- Pyrrocoma lanceolata (Hook.) Greene
- Pyrrocoma liatriformis Greene
- Pyrrocoma linearis (D.D.Keck) Kartesz & Gandhi
- Pyrrocoma lucida (D.D.Keck) Kartesz & Gandhi
- Pyrrocoma racemosa (Nutt.) Torr. & A.Gray
- Pyrrocoma radiata Nutt.
- Pyrrocoma rigida Rydb.
- Pyrrocoma uniflora (Hook.) Greene